# Natashja Psomas Blomberg
Natashja Psomas Blomberg, även känd som "Lady Dahmer", född 17 december 1976, är en svensk medieprofil, krönikör och bloggare. Hon är mest känd för sitt engagemang i frågor om feminism, fettaktivism och kroppspositivism men har även bloggat om ämnen som föräldraskap, genus och hårvård.

## Biografi

### Blogg
Blombergs blogg var under flera år en av Sveriges största och hade runt 50 000 besökare i veckan.
2012 nominerades hon till Blogg.se:s Årets Blogg 2012. Hon blev även utsedd till Årets provokatörmama av tidningen Mama.

### Feminism
År 2012 grundade Natashja Blomberg den feministiska Facebookgruppen Varför Apor aldrig bär rosa klänning med 27 000 aktiva medlemmar[när?] samt systergruppen Genusmedvetet föräldraskap med 11 000 medlemmar.[när?]
Blomberg debatterar kvinnofrågor och kroppsaktivism på sitt Instagramkonto. 
Som krönikör har Blomberg skrivit för tidningar som Metro, Aftonbladet, Expressen, SVT debatt, Hudiksvalls Tidning och Amelia samt ledare för Etc Stockholm.

### Kroppsaktivism
Hon är Sveriges första offentliga kroppsaktivist.[källa behövs]
Blomberg publicerade år 2008 en bild på sin håriga armhåla och började därefter regelbundet lägga upp bilder på sina orakade ben och armhålor vilket väckte uppmärksamhet.[källa behövs]
År 2011 blev hon viral när hon ställde upp i Gillettes tävling Just Legs och vann folkets röster. År 2012 fick hon sitt instagramkonto borttaget när hon postade en bild på en blodig binda. På sitt nya konto har hon sedan 2013 regelbundet använt sin kropp som politiskt verktyg i syfte att normalisera vanliga kvinnokroppar men också för att provocera fram debatt kring hatet[källa behövs] mot överviktiga.

### Poddar
År 2015 hade hon podden Glädjeflickorna. År 2017 lanserade hon den feministiska podden Penntricket tillsammans med svägerskan Cissi Wallin där de bland annat träffade och pratade med feminister som Ebba Witt-Brattström, Linnea Claesson, Katarina Wennstam och Clara Henry. Åren 2017–2020 ledde hon podden Postpatriarkatet, där hon och inbjudna gäster frispråkigt debatterade feministiska frågor. Åren 2020–2021 ledde hon podden Dålig stämning tillsammans med Fayme Elmèn. År 2020 startade hon true crime-podden Mordisk stämning.

## Familj
Blomberg har tre barn från ett tidigare äktenskap med Oskar Blomberg, delägare av Avalanche Studios och medgrundare till Elemental Games.  
Hon har grekiskt ursprung via sin far. 

## Namnet Lady Dahmer
Namnet "Lady Dahmer" refererar till seriemördaren Jeffrey Dahmer.
Blomberg brevväxlade med amerikanska seriemördare i början av 2000-talet, bland andra Richard Ramirez (The Night Stalker), David Berkowitz (Son of Sam), Danny Rolling (The Gainesville Ripper) samt Edward Spreitzer (The Chicago Rippers).